# Leuna-Chemie-Stadion
Das Leuna-Chemie-Stadion (Eigenschreibweise: LEUNA-CHEMIE-STADION) ist ein Fußballstadion in der Stadt Halle an der Saale, Sachsen-Anhalt. Der Fußballverein Hallescher FC empfängt in der im September 2011 eröffneten Arena seine Gegner.

## Geschichte
Das Leuna-Chemie-Stadion wurde auf dem Grund des alten Kurt-Wabbel-Stadions erbaut, das im Sommer 2010 abgerissen wurde. Die unter Denkmalschutz stehende Außenmauer und die Torbögen, die sich bereits am 1936 errichteten Kurt-Wabbel-Stadion befanden sowie die Arbeiterstandbilder, die 1951 von der Thingstätte in den Brandbergen ans Stadion umgesetzt wurden, blieben aber erhalten. Während der Bauzeit musste der Fußballverein Hallescher FC in das Stadion im Bildungszentrum ausweichen. Der Neubau bekam beim Richtfest am 8. April 2011 offiziell den Sponsornamen Erdgas Sportpark nach dem Energieversorgungsunternehmen VNG – Verbundnetz Gas. Der Sponsorvertrag brachte 500.000 Euro pro Jahr ein und hatte eine Laufzeit von zehn Jahren.
Am 4. September 2010 begannen die Bauarbeiten mit dem ersten Spatenstich durch Halles Oberbürgermeisterin Dagmar Szabados (SPD), dem Finanzminister des Landes Jens Bullerjahn (SPD) sowie dem Bauminister Karl-Heinz Daehre (CDU). Die Kosten von etwa 17 Mio. Euro teilten sich die Stadt mit rund 11 Mio. Euro und das Land Sachsen-Anhalt mit etwa 6 Mio. Euro. Das neu erbaute Stadion bietet 15.057 überdachte Plätze (8850 Steh-, 6155 Sitz-, acht Logen, 320 Business-Sitze und 30 Behindertenplätze sowie 22 Plätze für die Begleitpersonen). Die Flutlichtanlage und eine Photovoltaikanlage der Stadtwerke Halle sind in das Stadiondach integriert. Unter die zwei Meter abgesenkte Spielfläche aus Naturrasen wurde eine Rasenheizung, die die Wärme aus dem halleschen Fernwärmenetz bezieht, verlegt.
Am 17. September 2011 wurde das neue Stadion bei einem Tag der offenen Tür der Öffentlichkeit vorgestellt. Zur sportlichen Einweihung wurde Erstligist Hamburger SV eingeladen, der das Eröffnungsspiel am 20. September mit 4:1 (1:1) gegen den HFC gewinnen konnte. Das erste Tor im neuen Stadion schoss der Hamburger Sören Bertram, der 2013 zum HFC wechseln sollte. Für die Hallenser traf Steven Ruprecht zum zwischenzeitlichen Ausgleich.
Am 9. Oktober 2020 wurde für den ein Jahr zuvor bei einem rechtsterroristischen Anschlag ermordeten HFC-Fan Kevin S. an dessen Stammplatz eine Gedenktafel enthüllt.
Im Juni 2021 wurde die Infraleuna GmbH, ein Infrastrukturunternehmen, neuer Namensgeber des Stadions. In Zukunft wird es Leuna-Chemie-Stadion heißen. Am 6. Juli wurde mit dem Abbau des Schriftzuges Erdgas Sportpark begonnen. Für die Sponsorrechte zahlt die Infraleuna GmbH jährlich 200.000 Euro.

## Länderspiele
Die deutsche Fußballnationalmannschaft der Frauen trug am 29. November 2012 in der Hallenser Fußballarena vor 5123 Zuschauern ein Länderspiel gegen Frankreich aus, das mit einem 1:1-Unentschieden endete. Am 18. September 2015 fand im Sportpark ein Qualifikationsspiel zur Fußball-EM der Frauen 2017 zwischen Deutschland und Ungarn statt. Vor 4378 Zuschauern gab es einem 12:0-Kantersieg der deutschen Mannschaft. Ein WM-Qualifikationsspiel gegen Tschechien gab es am 7. April 2018, 4564 Zuschauer sahen einen 4:0-Sieg der deutschen Frauen.
Auch die deutsche U-21-Fußballnationalmannschaft der Männer machte bisher für zwei Begegnungen Station im Sportpark. Das Qualifikationsspiel zur EM 2013 gegen Griechenland wurde am 29. Februar 2012 vor 6193 Zuschauern ausgetragen. Die Partie endete mit einem 1:0-Sieg für die Gastgeber. Am 5. September 2014 trafen die deutschen U-21-Männer in der Qualifikation zur EM 2015 vor 3969 Zuschauern auf die Iren. Der Endstand lautete nach 90 Minuten 2:0.
Am 5. September 2019 bestritt die U-20-Nationalmannschaft der Männer ein Testspiel gegen Tschechien, welches vor 1441 Zuschauern mit 4:2 gewonnen wurde.

## Galerie

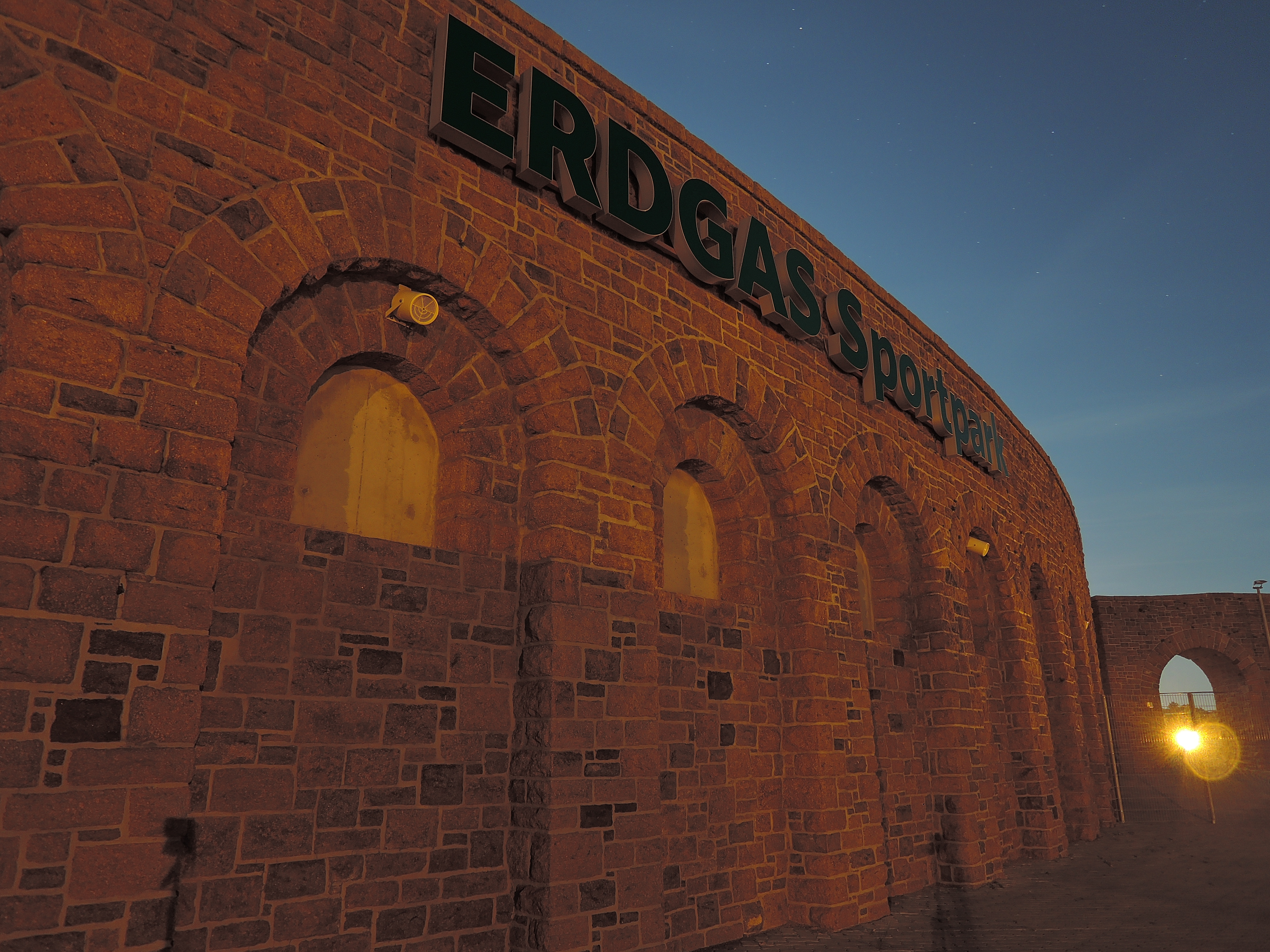
Die alte Stadionmauer des Kurt-Wabbel-Stadions in einer Nachtaufnahme vom Juni 2014
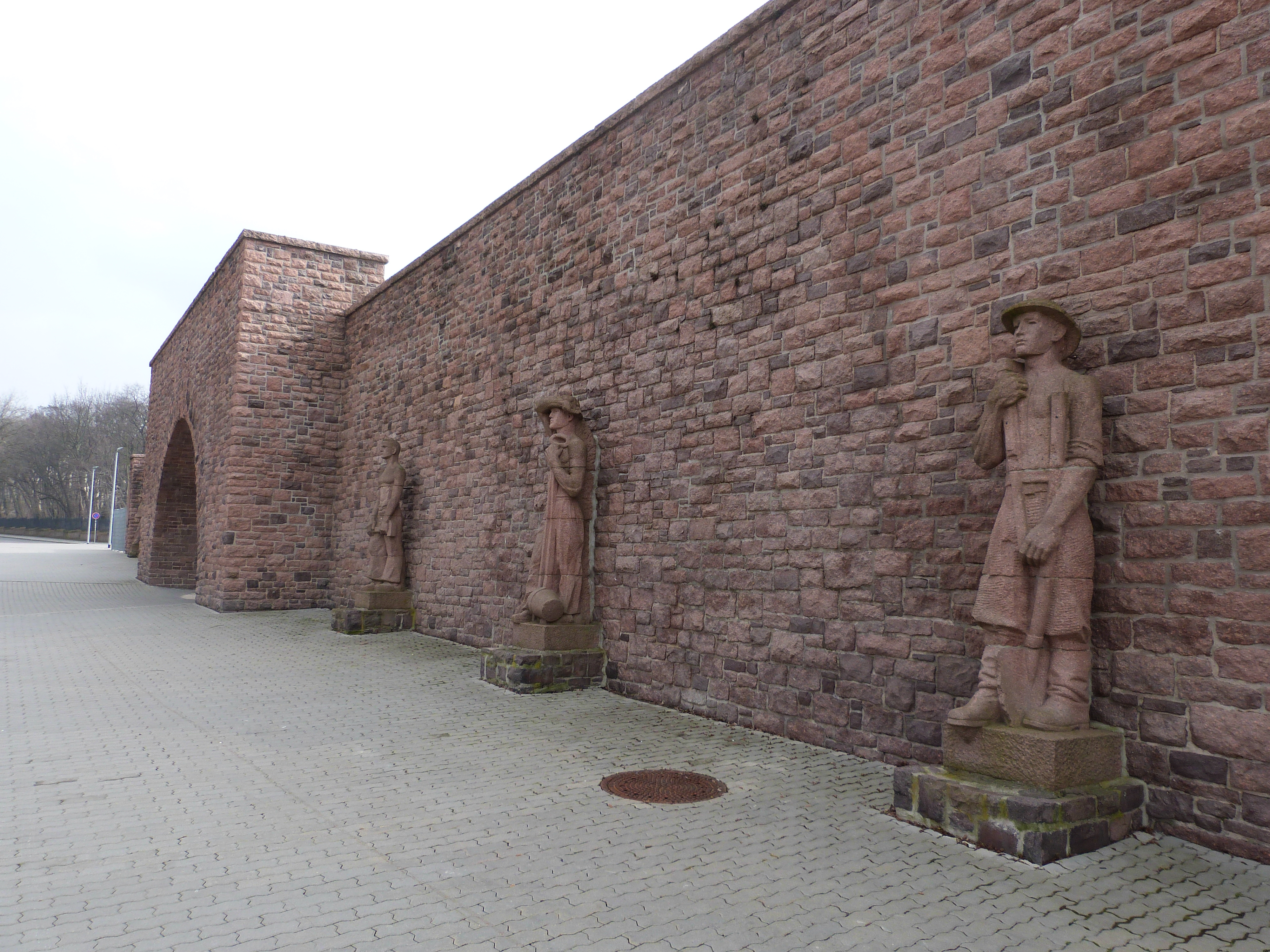
Sechs Arbeiter-Statuen von Alfred Vocke aus dem Jahr 1934 an der alten Stadionmauer (März 2016)
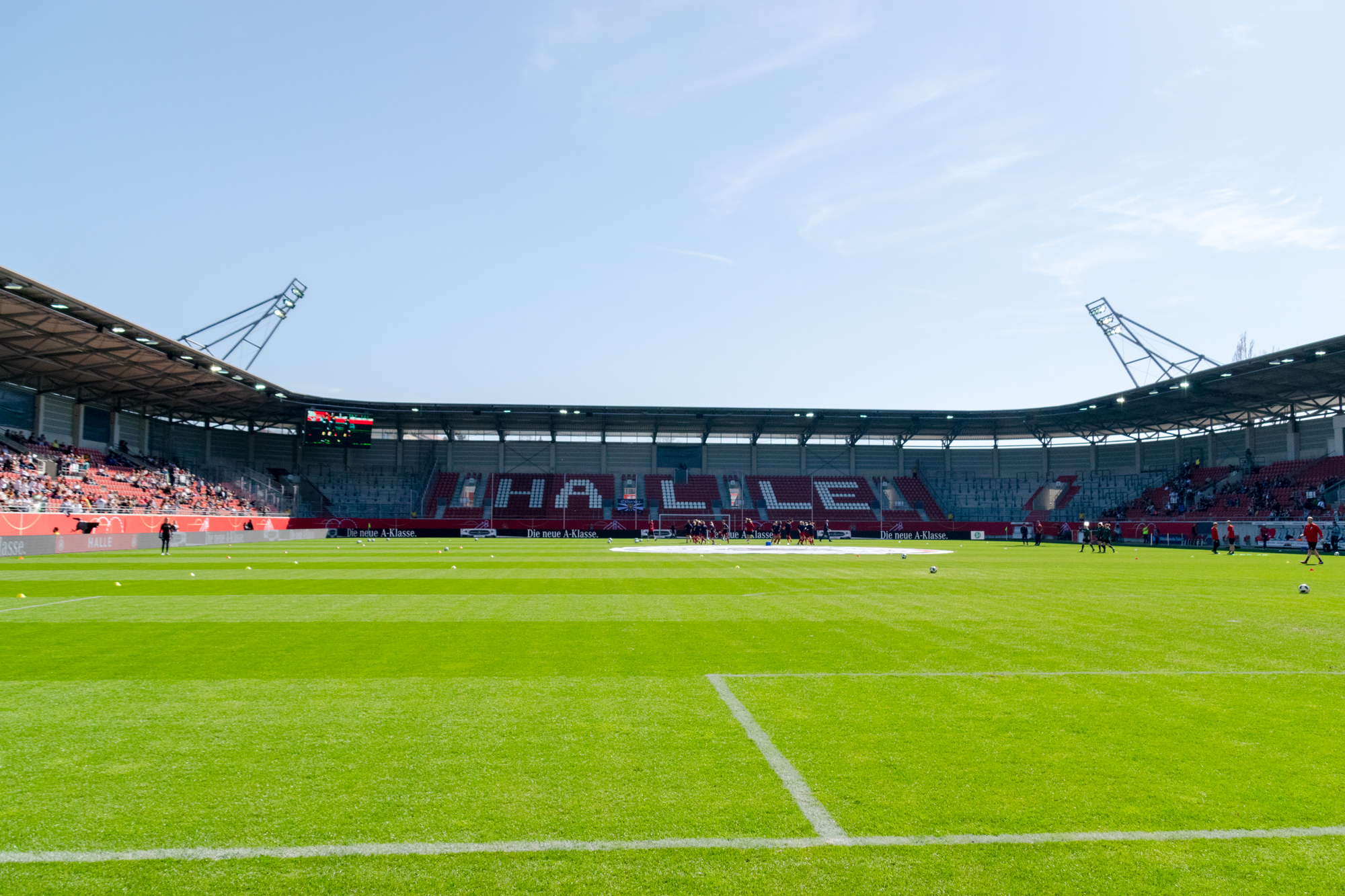
Blick in die Arena von Nord nach Süd (April 2018)
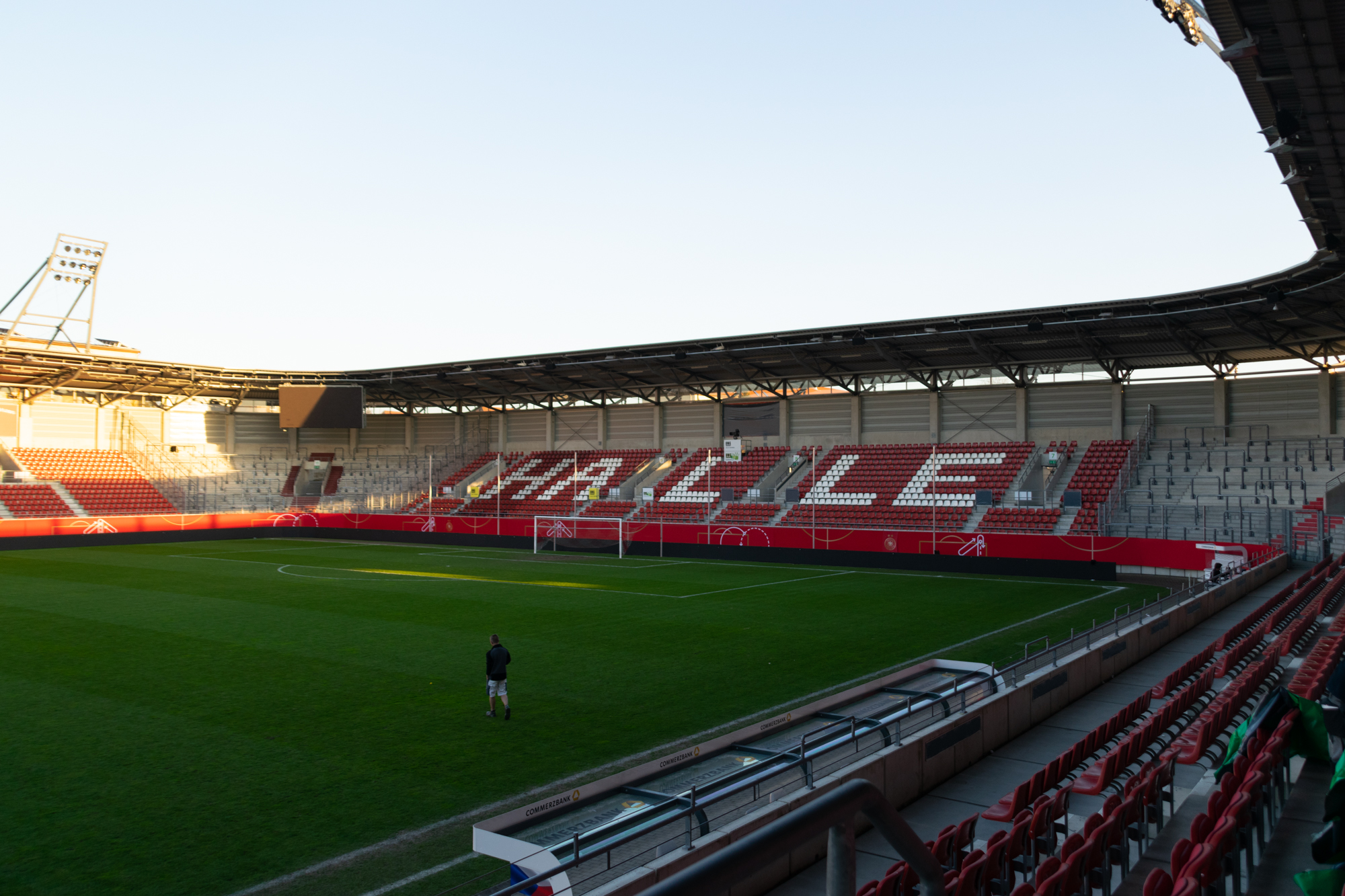
Die Südtribüne der Arena (April 2018)
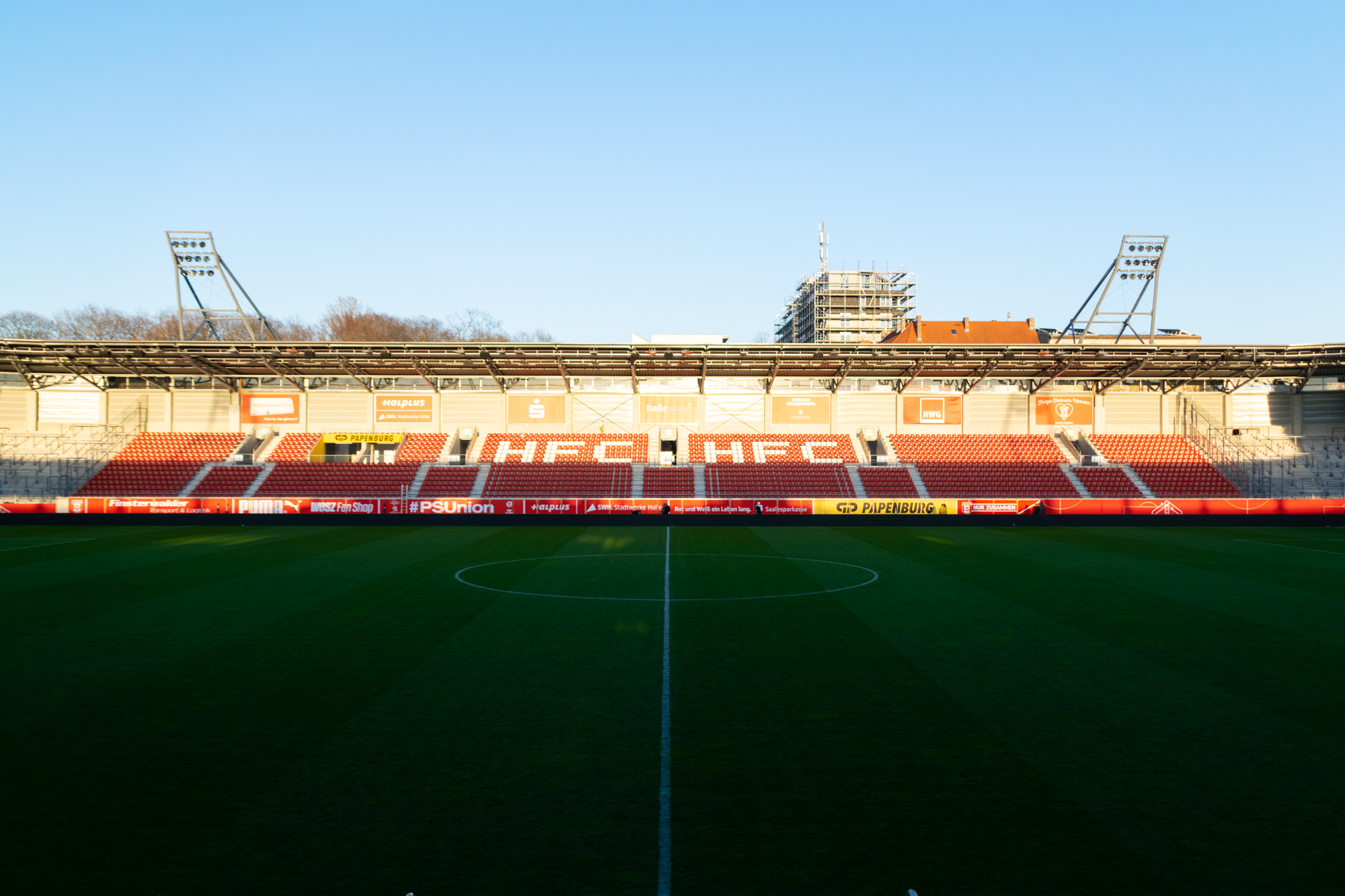
Die Gegentribüne im Osten (April 2018)
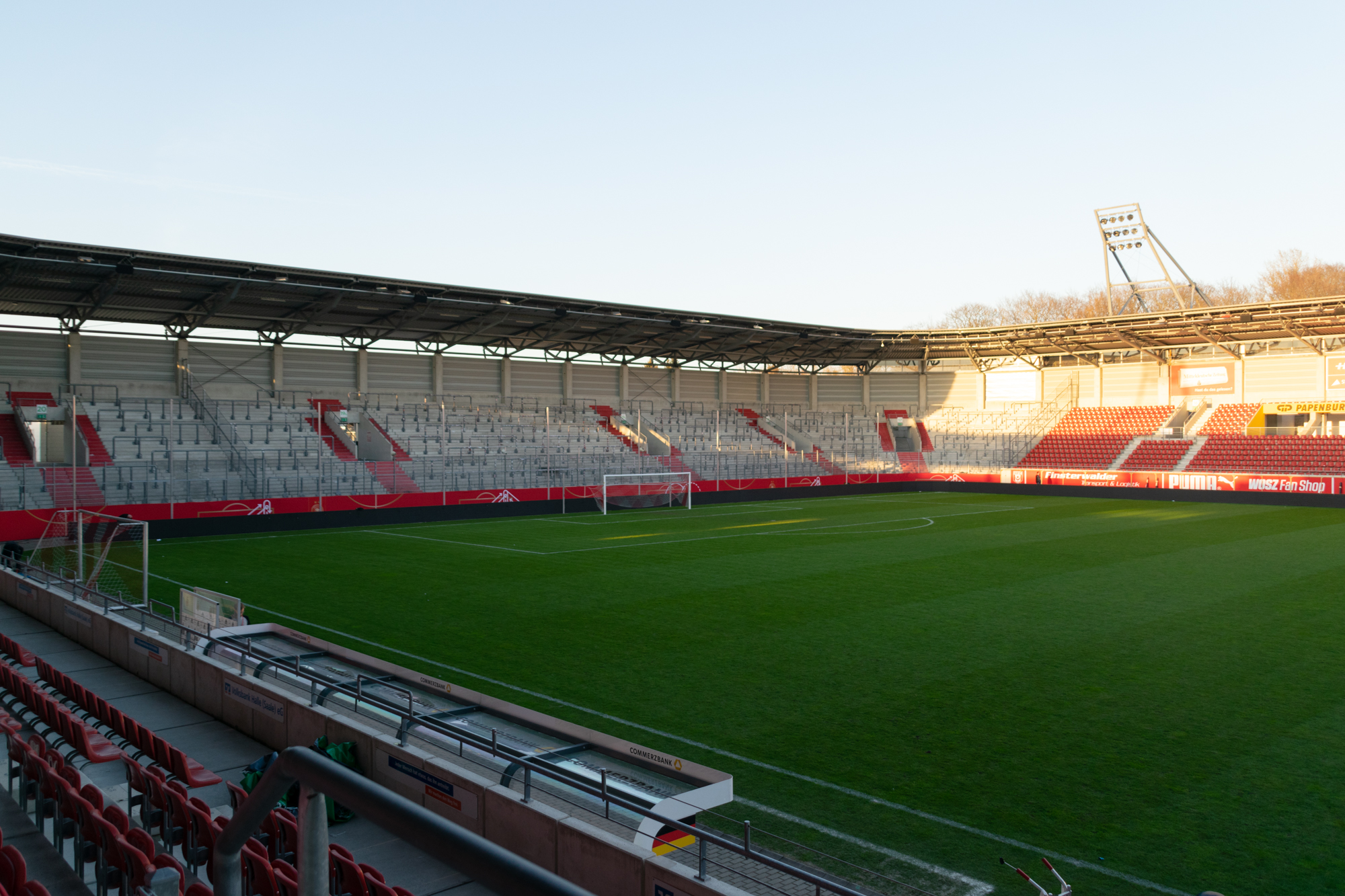
Der Stehplatzrang im Norden (April 2018)
Ehemaliges Logo des Erdgas Sportpark bis zum 30. Juni 2021
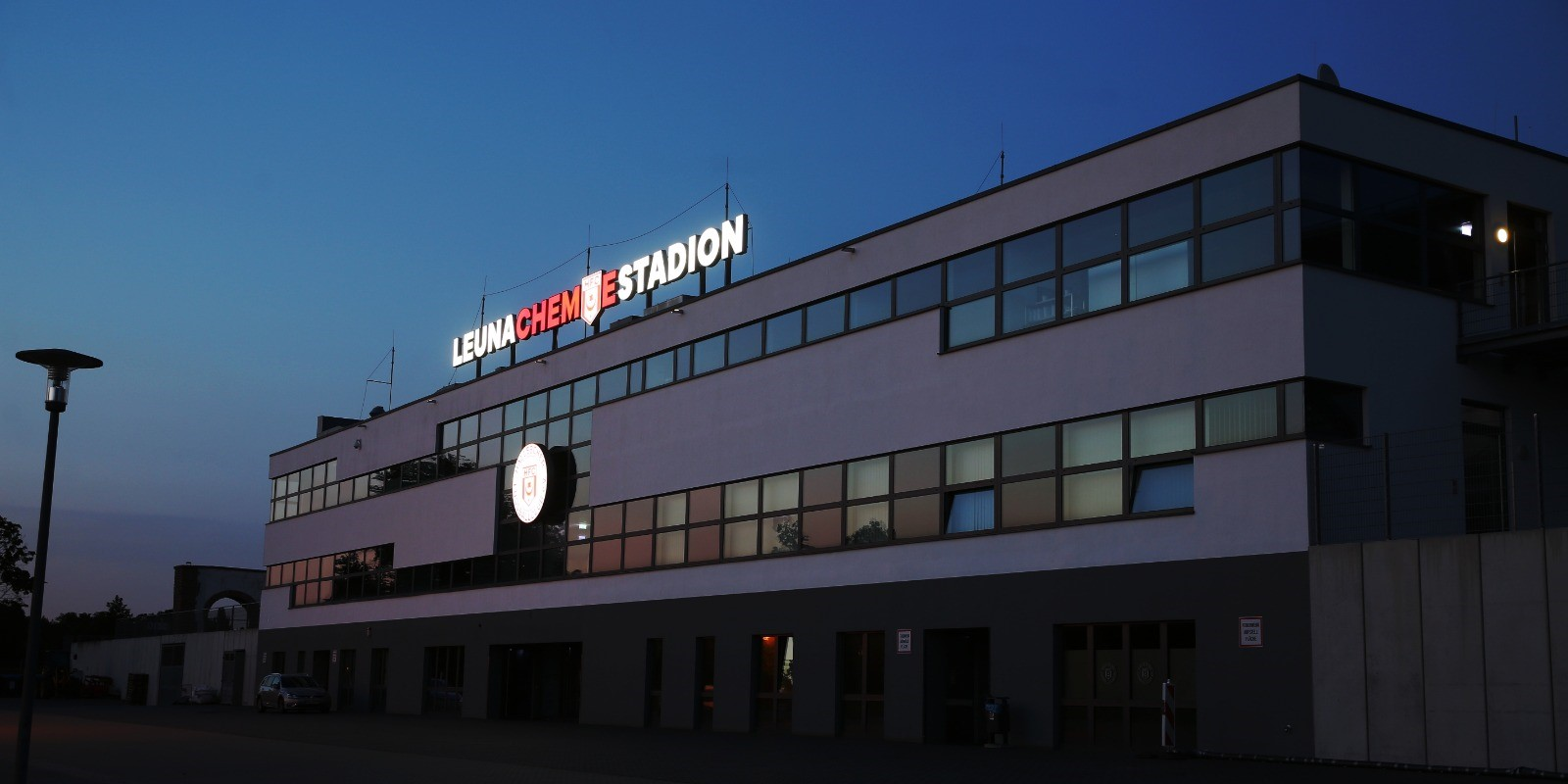
Das Leuna-Chemie-Stadion in der Abenddämmerung im Februar 2022